# The Freak Box
The Freak Box és un box set d'edició limitada de la banda australiana Silverchair, que inclou els quatre principals senzills de l'àlbum Freak Show. Fou llançat el novembre de 1997 i conté un CD de bonificació amb entrevistes als membres del grup sobre les cançons.

## Llista de cançons

### Freak
| Núm. | Títol          | Durada |
| ---- | -------------- | ------ |
| 1.   | «Freak»        | 3:49   |
| 2.   | «New Race»     | 3:24   |
| 3.   | «Punk Song #2» | 2:45   |

### Abuse Me
| Núm. | Títol                          | Durada |
| ---- | ------------------------------ | ------ |
| 1.   | «Abuse Me»                     | 4:03   |
| 2.   | «Undecided»                    | 2:30   |
| 3.   | «Freak» (Remix For Us Rejects) | 4:13   |

### Cemetery
| Núm. | Títol                           | Durada |
| ---- | ------------------------------- | ------ |
| 1.   | «Cemetery»                      | 4:05   |
| 2.   | «Slab» (Nicklaunoise Mix)       | 7:46   |
| 3.   | «Cemetery» (acústica)           | 4:07   |
| 4.   | «Freak Show Interactive CD-Rom» |        |

### The Door
| Núm. | Títol                    | Durada |
| ---- | ------------------------ | ------ |
| 1.   | «The Door»               | 3:38   |
| 2.   | «Surfin' Bird»           | 2:23   |
| 3.   | «Roses» (directe)        | 3:25   |
| 4.   | «Minor Threat» (directe) | 1:59   |
| 5.   | «Madman» (directe)       | 3:50   |

### Disc d'entrevistes
| Núm. | Títol                                                | Durada |
| ---- | ---------------------------------------------------- | ------ |
| 1.   | «Interview with Daniel Johns»                        | 8:31   |
| 2.   | «Interview with Ben Gillies»                         | 4:21   |
| 3.   | «Interview with Chris Joannou»                       | 4:15   |
| 4.   | «Interview with Daniel, Ben & Chris»                 | 2:47   |
| 5.   | «Ben Gillies talks about "No Association"»           | 0:15   |
| 6.   | «Daniel Johns talks about "Freak"»                   | 0:28   |
| 7.   | «Daniel Johns talks about "The Door"»                | 0:45   |
| 8.   | «Daniel Johns talks about "Abuse Me"»                | 0:37   |
| 9.   | «Ben Gillies talks about "Lie to Me"»                | 0:25   |
| 10.  | «Ben Gillies talks about "Slave"»                    | 0:18   |
| 11.  | «Daniel Johns talks about "Cemetery"»                | 0:28   |
| 12.  | «Ben Gillies talks about "Roses"»                    | 0:22   |
| 13.  | «Daniel Johns talks about "Pop Song for Us Rejects"» | 0:27   |
| 14.  | «Daniel Johns talks about "Learn to Hate"»           | 0:29   |
| 15.  | «Ben Gillies talks about "Petrol & Chlorine"»        | 0:27   |
| 16.  | «Ben Gillies talks about "Nobody Came"»              | 0:20   |
| 17.  | «Ben Gillies talks about "The Closing"»              | 0:37   |